# 美栄橋駅
美栄橋駅（みえばしえき）は、沖縄県那覇市牧志一丁目にある、沖縄都市モノレール線（ゆいレール）の駅である。駅番号は8。

## 歴史
- 2003年（平成15年）8月10日：那覇空港駅 - 首里駅間開業と同時に開業[1][2]。
- 2014年（平成26年）10月20日：ICカード「OKICA」の利用が可能となる[3][4]。
- 2020年（令和2年）3月10日：ICカード「Suica」の利用が可能となる[5][6][7]。

## 駅構造
島式ホーム1面2線を有する高架駅である。エスカレータ・エレベーターの設備がある。

### のりば
| 番線 | 路線                  | 方向 | 行先           |
| ---- | --------------------- | ---- | -------------- |
| 1    | ■沖縄都市モノレール線 | 下り | てだこ浦西方面 |
| 2    | ■沖縄都市モノレール線 | 上り | 那覇空港方面   |

### 駅設備
- コインロッカー - 改札内に設置。
- ATM - 改札内
- 公衆電話 - 改札外に設置。
- 自動販売機（飲料）
- トイレ - 改札内に設置。
- 駐輪場

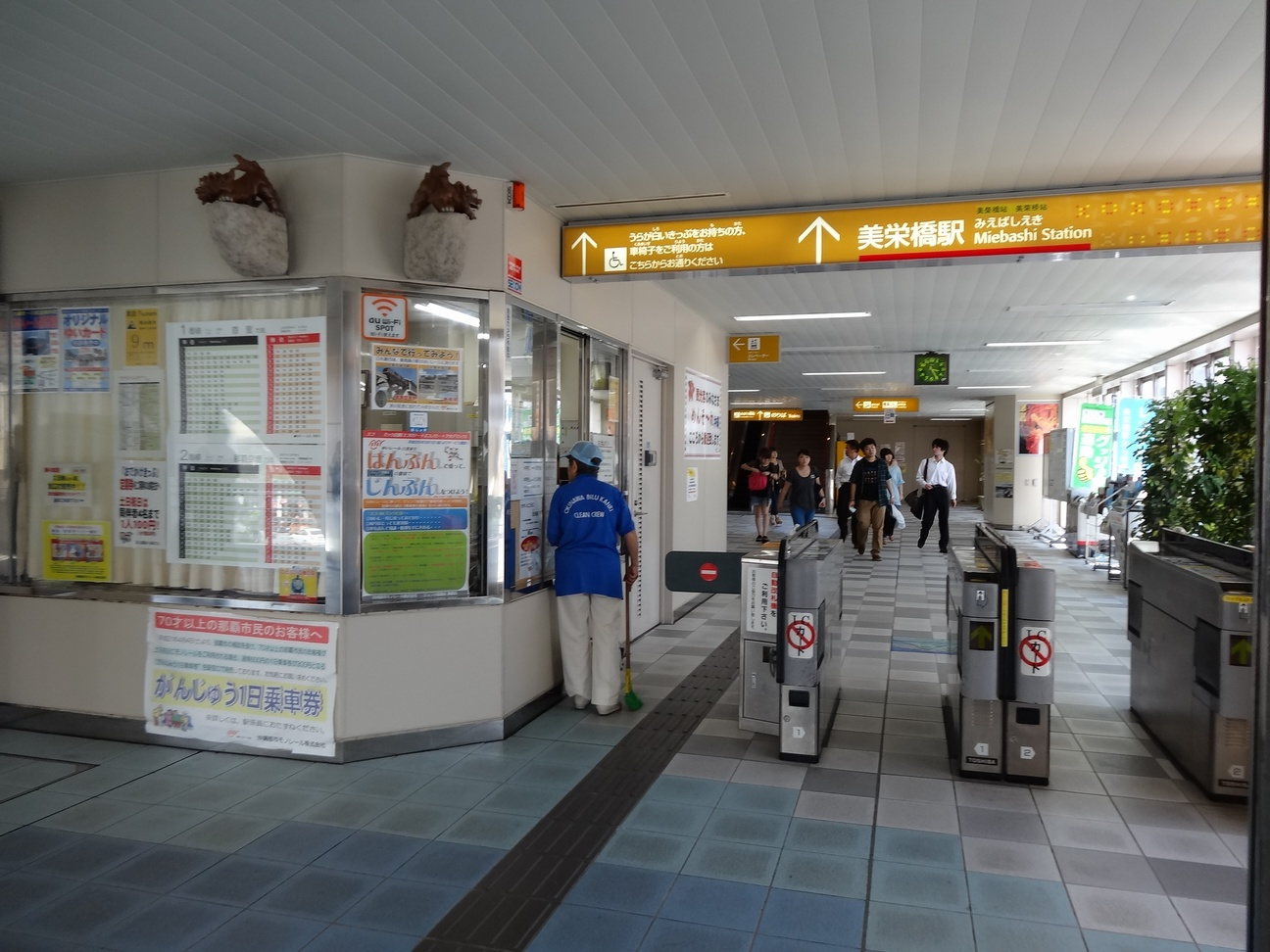
改札口（2013年6月）
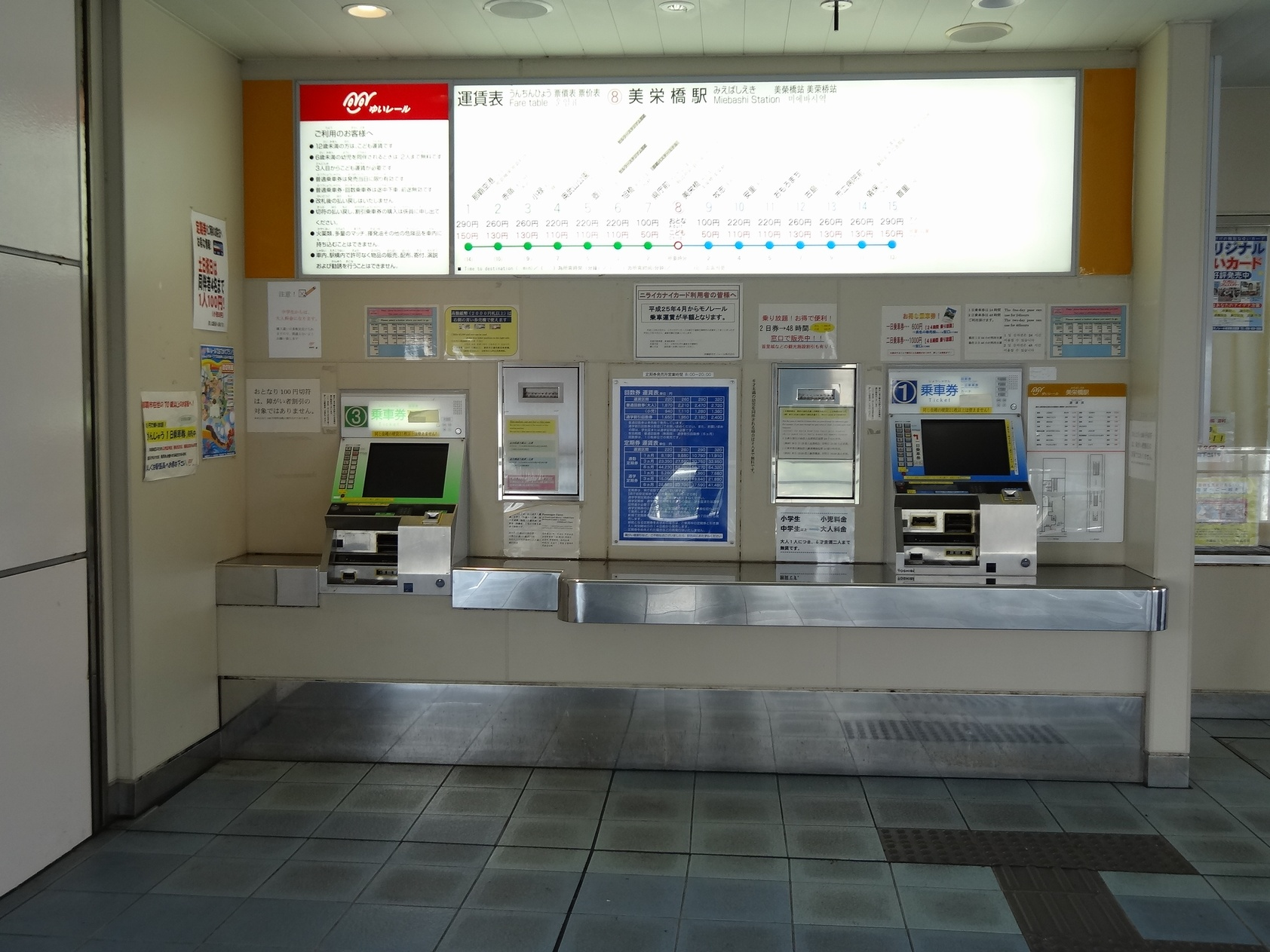
券売機（2013年6月）

## 利用状況
2022年度の1日平均乗車人員は2,524人である。
開業後の1日平均乗降人員および乗車人員の推移は下記の通り。
| 年度               | 1日平均 乗降人員 | 1日平均 乗車人員 | 出典     |
| ------------------ | ---------------- | ---------------- | -------- |
| 2003年（平成15年） | 3,999            | 1,986            | [ * 1 ]  |
| 2004年（平成16年） | 4,102            | 1,959            | [ * 2 ]  |
| 2005年（平成17年） | 4,223            | 2,014            | [ * 3 ]  |
| 2006年（平成18年） | 4,033            | 1,918            | [ * 4 ]  |
| 2007年（平成19年） | 4,072            | 1,924            | [ * 5 ]  |
| 2008年（平成20年） | 3,871            | 1,836            | [ * 6 ]  |
| 2009年（平成21年） | 4,104            | 1,976            | [ * 7 ]  |
| 2010年（平成22年） | 4,262            | 2,056            | [ * 8 ]  |
| 2011年（平成23年） | 4,451            | 2,153            | [ * 9 ]  |
| 2012年（平成24年） | 4,679            | 2,270            | [ * 10 ] |
| 2013年（平成25年） | 4,785            | 2,328            | [ * 11 ] |
| 2014年（平成26年） | 4,816            | 2,369            | [ * 12 ] |
| 2015年（平成27年） | 5,075            | 2,504            | [ * 13 ] |
| 2016年（平成28年） | 5,588            | 2,750            | [ * 14 ] |
| 2017年（平成29年） | 5,962            | 2,909            | [ * 15 ] |
| 2018年（平成30年） |                  | 3,113            | [ * 16 ] |
| 2019年（令和元年） | 6,394            | 3,082            |          |
| 2020年（令和02年） | 3,270            | 1,592            |          |
| 2021年（令和03年） |                  | 1,686            |          |
| 2022年（令和04年） |                  | 2,524            |          |

## 駅周辺
駅は久茂地川に沿って位置する。
交通
- 駅前にベロタクシー（自転車タクシー）が待機[要出典]

料金 - 「ちょい乗り」100円から
- 駅前にタクシー乗り場あり
- 接続する路線バス

駅前に美栄橋駅前バス停があるが、通常は27・30・52・77・385番（30番を除き便により若松入口経由便あり）が発着する。
毎週日曜日12:00 - 18:00の間は国際通りのトランジットモール実施（交通規制）に伴い、一部の国際通り経由の路線バスが「美栄橋経由」として久茂地川沿いの市道に迂回するため、美栄橋駅前を通過する。通常は国際通り（てんぶす前（市内線）・牧志（市外線）の各バス停）または国道58号（若松入口）まで徒歩10分ほど移動する必要がある。
その他
- 那覇文化芸術劇場なはーと
- 那覇市観光案内所
- とまりん（那覇港泊ふ頭ターミナル）
- 那覇市立前島小学校
- 沖縄銀行牧志支店
- 琉球銀行壺屋支店
- 沖縄海邦銀行本店
- 那覇久茂地郵便局
- D-naha
  - ジュンク堂書店那覇店
  - ダイソーD-naha店
- 国際通り
- 第一牧志公設市場
- 東横INN那覇美栄橋駅
- リッチモンドホテル那覇久茂地
- コンフォートイン那覇泊港
- ホテルルートイン那覇泊港
- JR九州ホテル ブラッサム那覇（沖映本館跡地[13]に立地する）。
- 沖映通り
- 国道58号
- ドン・キホーテ国際通り店
- ユニオン前島店
- マックスバリュ 松山店

## バス路線
若松入口バス停
- 7番・首里城下町（久茂地）線　（沖縄バス）
- 11番・安岡宇栄原線　（那覇バス）
- 20番・名護西線　（琉球バス交通・沖縄バス）
- 21番・新都心具志川線　（琉球バス交通）
- 23番・具志川線　（琉球バス交通）
- 26番・宜野湾空港線　（琉球バス交通）
- 27番・屋慶名（大謝名）線久茂地経由便　（沖縄バス）
- 28番・読谷（楚辺）線　（琉球バス交通・沖縄バス）
- 29番・読谷（喜名）線　（琉球バス交通・沖縄バス）
- 32番・コンベンションセンター線　（沖縄バス）
- 43番・北谷線　（沖縄バス）
- 47番・てだこ線　（沖縄バス）
- 52番・与勝線久茂地経由便　（沖縄バス）
- 63番・謝苅線　（琉球バス交通）
- 77番・名護東（辺野古）線久茂地経由便　（沖縄バス）
- 87番・赤嶺てだこ線　（沖縄バス）
- 92番・那覇〜イオンモール線　（沖縄バス）
- 99番・天久新都心線　（琉球バス交通）
- 110番・長田具志川線　（琉球バス交通）
- 120番・名護西空港線　（琉球バス交通・沖縄バス）
- 200番・糸満おもろまち線　（沖縄バス）
- 235番・志多伯おもろまち線　（沖縄バス）
- 309番・大里結の街線　（沖縄バス）
- 334番・国立劇場おきなわ線　（沖縄バス）
- 339番・南城結の街線　（沖縄バス）
- 385番・サンエーパルコシティ線久茂地経由便　（沖縄バス）

美栄橋駅前バス停（27・30・52・77・385番以外は国際通りトランジットモール実施時のみ通過）
- 27番・屋慶名（大謝名）線美栄橋経由便　（沖縄バス）
- 30番・泡瀬東線　（東陽バス）
- 52番・与勝線美栄橋経由便　（沖縄バス）
- 77番・名護東（辺野古）線美栄橋経由便　（沖縄バス）
- 385番・サンエーパルコシティ線美栄橋経由便　（沖縄バス）
- 4番・新川おもろまち線　（那覇バス）
- 14番・牧志開南循環線　（那覇バス）
- 333番・那覇西原（末吉）線　（那覇バス）
- 346番・那覇西原（鳥堀）線　（那覇バス）

## その他
- 駅到着時の車内チャイムは、沖縄の童謡「ちんぬくじゅーしー」を編曲したものが流れる[14]。
- 改札付近での沖縄方言による案内放送では「みーばし」と発音される。

## 隣の駅
沖縄都市モノレール
■沖縄都市モノレール線（ゆいレール）
県庁前駅（7） - 美栄橋駅（8） - 牧志駅（9）

### 記事本文

### 利用状況
1. ↑  沖縄県統計年鑑 - 沖縄県
2. ↑  那覇市統計書 - 那覇市

那覇市統計書
1. ↑  第44回那覇市統計書（平成16年版） (PDF)  - 167ページ
2. ↑  第45回那覇市統計書（平成17年版） (PDF)  - 167ページ
3. ↑  第46回那覇市統計書（平成18年版） (PDF)  - 169ページ
4. ↑  第47回那覇市統計書（平成19年版） (PDF)  - 169ページ
5. ↑  第48回那覇市統計書（平成20年版） (PDF)  - 169ページ
6. ↑  第49回那覇市統計書（平成21年版） (PDF)  - 169ページ
7. ↑  第50回那覇市統計書（平成22年版） (PDF)  - 169ページ
8. ↑  第51回那覇市統計書（平成23年版） (PDF)  - 167ページ
9. ↑  第52回那覇市統計書（平成24年版） (PDF)  - 167ページ
10. ↑  第53回那覇市統計書（平成25年版） (PDF)  - 167ページ
11. ↑  第54回那覇市統計書（平成26年版） (PDF)  - 165ページ
12. ↑  第55回那覇市統計書（平成27年版） (PDF)  - 165ページ
13. ↑  第56回那覇市統計書（平成28年版） (PDF)  - 165ページ
14. ↑  第57回那覇市統計書（平成29年版） (PDF)  - 165ページ
15. ↑  第58回那覇市統計書（平成30年版） (PDF)  - 165ページ
16. ↑  第59回那覇市統計書（令和元年版） (PDF)  - 165ページ